# Arlindo Bettio
Arlindo Bettio (São Paulo, 1920 — 10 de outubro de 1980) foi um compositor, instrumentista e sanfoneiro da música popular brasileira.

## Morte
Em 10 de outubro de 1980 Arlindo foi sequestrado e assassinado na capital paulista.
Arlindo Béttio estava buscando uma moça que ele acabara de contratar para trabalhar em sua residência. Ele foi até a casa dela para traze-la em seu carro, uma Caravan marrom metálica. Ao entrar em seu carro junto com a sua mais nova empregada, ainda em frente da casa dela, os dois foram abordados por bandidos que saíram levando o carro e os dois juntos sem fazer nenhuma negociação com a família. Foram diretamente para um matagal em Itapecerica da serra São Paulo, e lá os bandidos mataram os dois, e prosseguiram fazendo assaltos com o carro. Como se tratava do irmão de um grande radialista, o Zé Béttio, o mesmo anunciava a todo instante o acontecido,e passando todos os dados sobre a cor do carro a placa o modelo. Depois de alguns dias uma pessoa viu os bandidos passando com carro em rua no Rio de Janeiro e imediatamente acionou a Polícia e os bandidos foram pegos. 

## Homenagens
Uma rua de São Paulo foi denominada de "Arlindo Bettio" em sua homenagem. Além disso, uma rodovia paulista (a SP-613) também passou a ter o nome do artista. Também existe uma escola de ensino fundamental no município de Diadema, que homenageia o músico.

## Discografia
- O sanfoneiro mais alegre do Brasil - Vol. 5
- O sanfoneiro mais alegre do Brasil - Vol. 4
- A casa onde nasci - O sanfoneiro mais alegre do Brasil - Vol. 3
- O sanfoneiro mais alegre do Brasil